# 中山峠 (南会津町)
中山峠（なかやまとうげ）は、福島県南会津郡南会津町にある峠。荒海山と門倉山の間の鞍部を通っている。

## 現道
国道352号が通っており、現在の峠部分の道路標高は975メートル。旧来の中山峠から南に離れた箇所を1974年（昭和49年）に完成した中山トンネルで貫いている。しかし豪雪地帯であることに加え幅員が狭く急勾配の道が連続しており、会津鉄道会津線会津高原尾瀬口駅から尾瀬へ向かう観光バスが行き来する際の最大の難所であった。2006年（平成18年）に峠の両側の田島町、舘岩村が合併して同一自治体となり、地域住民の安全な往来を確保する必要があることから、町村合併支援道路整備事業として峠部分の改良工事が2007年度よりおこなわれた。

### 道路施設
銅竜橋（阿賀川）
金竜橋
- 全長 - 100.0m
- 幅員 - 6.0m
- 竣工 - 1966年9月

現在道路改良に伴う架替え工事が行われており、全長108.0mの新橋を含む308.0mの区間が2018年度に開通予定である。

銀竜橋
- 全長 - 160.0m
- 最大支間長 - 65.0m
- 全幅 - 10.2m　内有効幅員9.0m
- 形式 - 3径間連続PCラーメン箱桁橋
- 施工 - ピーエス三菱
- 竣工 - 2014年（平成26年）12月19日

国道352号中山峠において最大の橋梁施設である。谷筋に沿い幅員が狭く、橋梁部の前後に急カーブのある悪線形だった旧橋（全長133m、幅員5.5m、2径間合成鈑桁橋・2径間曲線鈑桁橋、1968年3月竣工）に比べ、谷を大きくカーブしながら高い箇所を跨ぐ線形に取付道路を含む337mの区間が改良された。橋脚からやじろべえのように構造物を伸ばしていく張出工法により建設された。建設にあたっては当橋梁が描くカーブの平面線形がR=83mと小さく、更に縦断勾配3%、横断勾配6%と複雑な線形条件を保つ構造であり、構造物が3次元で変位するためたわみ管理が課題となり、3次元FEM解析が用いられた。路面舗装は当地が豪雪地帯で路面の凍結の恐れが大きいことから、ウレタン樹脂混合物を充填した凍結抑制舗装が行われた。これは自動車が通過する際の荷重によりウレタン樹脂混合物が変形することで路面の氷が砕け、凍結を抑制するものである。当橋梁の施工についてピーエス三菱と福島県南会津建設事務所によって報告が纏められ、2015年10月に開かれたプレストレストコンクリート学会第24回シンポジウムの論文集に掲載された。2017年11月に福島県によって作成された「ふくしまの橋カード」No.8の橋梁に選ばれ、道の駅たじまで配布されている。

路面融雪設備
全長1380m。銀竜橋から中山トンネルにかけての急勾配区間に設置され、2015年12月1日に全面供用された。

中山トンネル
- 全長：503.0m
- 幅員：5.5（6.5）m
- 有効高：5.6m
- 竣工：1974年

（新）中山トンネル
- 全長：522.0m
- 幅員：3.0（5.0）m
- 有効高：4.7m
- 工法：NATM工法（補助ベンチ付全断面工法・発破掘削方式）
- 施工：山星・大富・舘岩特定建設共同企業体
- 開通 - 2015年12月1日

1974年の開通以来上下線対面通行で用いられていたが、トンネル内の幅員が狭小であり、大型車の離合が困難で円滑な交通に支障をきたしていたために、従来のトンネルを下り線専用の1車線の一方通行道路とし、南側に新たな上り線専用トンネルを設けることが計画され、取付道路を含めた840mの区間が市町村合併支援道路整備事業として2010年度より整備された。2011年3月24日に起工され、2012年4月23日に貫通、2015年12月1日に開通した。総事業費は約9億2千万円。
数間沢第一スノーシェッド
八総スノーシェッド
林場橋
第二戸坪橋
数間沢第二スノーシェッド
数間沢ロックシェッド

## 旧道
1974年の中山トンネル開通以前に国道352号に指定されていた道路であり、現在は南会津町道中山線として供用されている。現道の北側約1.5km、門倉山寄りの地点を通っている。